# High and Low Bishopside
High and Low Bishopside est une paroisse civile du Yorkshire du Nord, en Angleterre.